# Haeinsa
Haeinsa (ko. 해인사, zh. 海印寺, Hải Ấn tự) là một trong những chùa Phật giáo hàng đầu ở Hàn Quốc. Ngôi chùa này nổi bật vì có lưu giữ Tripitaka Koreana, bộ chạm khắc kinh Phật trên 81.258 tấm gỗ, được lưu giữ ở đây từ năm 1398.
Chùa Hải Ấn là một trong ba Tam Bảo tự của Triều Tiên và đại diện cho Pháp. Ngôi chùa này nằm ở núi Gaya ở tỉnh Nam Gyeongsang, là trung tâm Thiền tông Hàn Quốc và là nơi thờ Thiền sư Thối Ông Tính Triệt (zh. Seongcheol), viên tịch năm 1993.
Ngôi chùa được xây năm 802. Truyền thuyết cho rằng hai nhà sư người Triều Tiên là Suneung và Ijeong trở về từ Trung Hoa và đã trị khỏi bệnh cho vợ của vua Ai Trang. Để tỏ lòng biết ơn lòng nhân từ của Phật, đức vua đã ra lệnh xây dựng ngôi chùa.
Ngôi chùa đã được phục hồi lại những năm 900, 1488, 1622, và 1644. Hirang, sư phụ trụ trì của ngôi chùa đã được vua Taejo của Goryeo ban chức. Hải Ấn tự đã bị thiêu rụi trong một trận hỏa hoạn năm 1817 và toà chính đã được xây lại năm 1818. Một lần trùng tu lại vào năm 1964 đã làm lộ ra một long bào của vua Quang Hải Quân, người đã cho trùng tu chùa này năm 1622
Chùa Hải Ấn, Nơi cất giữ "Bát vạn đại tạng kinh" đã được UNESCO đưa vào danh sách di sản thế giới năm 1995. Ủy ban UNESCO cho rằng ngôi chùa này là độc đáo vì không có tòa nhà lịch sử nào được dành riêng cho việc gìn giữ các hiện vật và kỹ thuật được sử dụng thì chân thật một cách đặc thù.